# Élections législatives de 1981 en Loir-et-Cher
Les élections législatives françaises de 1981 en Loir-et-Cher se déroulent les 14 et 21 juin 1981.

## Élus
| Circonscription | Député sortant | Parti | Parti     | Député élu ou réélu | Parti | Parti     |
| --------------- | -------------- | ----- | --------- | ------------------- | ----- | --------- |
| 1re             | Pierre Sudreau |       | app. UDF  | François Mortelette |       | PS        |
| 2e              | Roger Corrèze  |       | RPR       | Roger Corrèze       |       | RPR       |
| 3e              | Jean Desanlis  |       | UDF (CDS) | Jean Desanlis       |       | UDF (CDS) |

## Positionnement des partis
Le Parti socialiste et le Parti communiste français, sous l'appellation « majorité d'union de la gauche », se présentent dans les trois circonscriptions loir-et-chériennes. Les socialistes investissent François Mortelette, maire de Saint-Sulpice et conseiller général du canton de Blois-IV, Jeanny Lorgeoux et Robert Girond, maire de Saint-Ouen et conseiller général du canton de Vendôme, tandis que les communistes soutiennent Pierre Sabourin, Jacqueline Delanoue et Bernard Hemme.
La majorité sortante, réunie dans l'Union pour la nouvelle majorité (UNM), présente elle aussi des candidats dans l'ensemble des circonscriptions, dont les députés sortants Roger Corrèze (RPR, 2e) et Jean Desanlis (UDF-CDS, 3e). Dans la 1re circonscription, Pierre Sudreau, député-maire sortant de Blois, n'est pas candidat à sa réélection et l'UNM investit Jacques Blot (UDF-CDS), ancien porte-parole adjoint de l'Élysée.
Enfin, Gérard Belorgey, ancien préfet du département entre 1975 et 1977, se présente dans la circonscription de Blois en tant que candidat sans étiquette mais il « bénéficie de l'appui de certains membres du RPR et de l'UDF » qui dénoncent un « parachutage » de Jacques Blot. Il en est de même dans la circonscription de Romorantin-Lanthenay pour Jean-Claude Bourgait, maire de Pruniers-en-Sologne, qui est cependant classé divers gauche. Quant au Parti socialiste unifié, sous l'étiquette « Alternative 81 », il est représenté par Yves Elbory dans la 1re circonscription.

## Résultats

### Résultats à l'échelle du département
| Parti          | Parti                              | Premier tour | Premier tour | Second tour | Second tour | Sièges |
| Parti          | Parti                              | Voix         | %            | Voix        | %           | Sièges |
| -------------- | ---------------------------------- | ------------ | ------------ | ----------- | ----------- | ------ |
|                | Parti socialiste                   | 57 708       | 37,66        | 84 925      | 51,50       | 1      |
|                | Parti communiste français          | 18 659       | 12,18        |             |             | 0      |
|                | Majorité présidentielle            | 76 367       | 49,83        | 84 925      | 51,50       | 1      |
|                |                                    |              |              |             |             |        |
|                | Union pour la démocratie française | 41 625       | 27,16        | 52 421      | 31,79       | 1      |
|                | Rassemblement pour la République   | 24 964       | 16,29        | 27 562      | 16,71       | 1      |
|                | Union pour la nouvelle majorité    | 66 589       | 43,45        | 79 983      | 48,50       | 2      |
|                |                                    |              |              |             |             |        |
|                | Sans étiquette                     | 7 341        | 4,79         |             |             | 0      |
|                | Parti socialiste unifié            | 1 560        | 1,02         | 0           |             |        |
|                | Divers gauche                      | 1 384        | 0,90         | 0           |             |        |
|                |                                    |              |              |             |             |        |
| Inscrits       | Inscrits                           | 208 069      | 100,00       | 208 051     | 100,00      | 3      |
| Abstentions    | Abstentions                        | 52 393       | 25,18        | 40 444      | 19,44       |        |
| Votants        | Votants                            | 155 676      | 74,82        | 167 607     | 80,56       |        |
| Blancs et nuls | Blancs et nuls                     | 2 435        | 1,56         | 2 699       | 1,61        |        |
| Exprimés       | Exprimés                           | 153 241      | 98,44        | 164 908     | 98,39       |        |

### Résultats par circonscription

#### Première circonscription (Blois)
| Candidat       | Candidat                | Parti          | Premier tour | Premier tour | Second tour | Second tour |  |
| Candidat       | Candidat                | Parti          | Voix         | %            | Voix        | %           |  |
| -------------- | ----------------------- | -------------- | ------------ | ------------ | ----------- | ----------- |  |
|                | François Mortelette élu | PS             | 21 812       | 37,31        | 34 414      | 54,96       |  |
|                | Jacques Blot            | UDF (CDS)      | 19 729       | 33,74        | 28 200      | 45,04       |  |
|                | Pierre Sabourin         | PCF            | 8 032        | 13,74        |             |             |  |
|                | Gérard Belorgey         | Sans étiquette | 7 341        | 12,55        |             |             |  |
|                | Yves Elbory             | PSU            | 1 560        | 2,67         |             |             |  |
|                |                         |                |              |              |             |             |  |
| Inscrits       | Inscrits                | Inscrits       | 81 904       | 100,00       | 81 902      | 100,00      |  |
| Abstentions    | Abstentions             | Abstentions    | 22 364       | 27,31        | 17 991      | 21,97       |  |
| Votants        | Votants                 | Votants        | 59 540       | 72,69        | 63 911      | 78,03       |  |
| Blancs et nuls | Blancs et nuls          | Blancs et nuls | 1 066        | 1,79         | 1 297       | 2,03        |  |
| Exprimés       | Exprimés                | Exprimés       | 58 474       | 98,21        | 62 614      | 97,97       |  |

#### Deuxième circonscription (Romorantin-Lanthenay)
| Candidat       | Candidat                    | Parti          | Premier tour | Premier tour | Second tour | Second tour |  |
| Candidat       | Candidat                    | Parti          | Voix         | %            | Voix        | %           |  |
| -------------- | --------------------------- | -------------- | ------------ | ------------ | ----------- | ----------- |  |
|                | Roger Corrèze sortant réélu | RPR (UNM)      | 24 964       | 49,02        | 27 562      | 50,13       |  |
|                | Jeanny Lorgeoux             | PS             | 18 673       | 36,67        | 27 421      | 49,87       |  |
|                | Jacqueline Delanoue         | PCF            | 5 904        | 11,59        |             |             |  |
|                | Jean-Claude Bourgait        | Divers gauche  | 1 384        | 2,72         |             |             |  |
|                |                             |                |              |              |             |             |  |
| Inscrits       | Inscrits                    | Inscrits       | 68 098       | 100,00       | 68 089      | 100,00      |  |
| Abstentions    | Abstentions                 | Abstentions    | 16 492       | 24,22        | 12 374      | 18,17       |  |
| Votants        | Votants                     | Votants        | 51 606       | 75,78        | 55 715      | 81,83       |  |
| Blancs et nuls | Blancs et nuls              | Blancs et nuls | 681          | 1,32         | 732         | 1,31        |  |
| Exprimés       | Exprimés                    | Exprimés       | 50 925       | 98,68        | 54 983      | 98,69       |  |

#### Troisième circonscription (Vendôme)
| Candidat       | Candidat                    | Parti          | Premier tour | Premier tour | Second tour | Second tour |  |
| Candidat       | Candidat                    | Parti          | Voix         | %            | Voix        | %           |  |
| -------------- | --------------------------- | -------------- | ------------ | ------------ | ----------- | ----------- |  |
|                | Jean Desanlis sortant réélu | UDF (CDS)      | 21 896       | 49,94        | 24 221      | 51,20       |  |
|                | Robert Girond               | PS             | 17 223       | 39,28        | 23 090      | 48,80       |  |
|                | Bernard Hemme               | PCF            | 4 723        | 10,77        |             |             |  |
|                |                             |                |              |              |             |             |  |
| Inscrits       | Inscrits                    | Inscrits       | 58 067       | 100,00       | 58 060      | 100,00      |  |
| Abstentions    | Abstentions                 | Abstentions    | 13 537       | 23,31        | 10 079      | 17,36       |  |
| Votants        | Votants                     | Votants        | 44 530       | 76,69        | 47 981      | 82,64       |  |
| Blancs et nuls | Blancs et nuls              | Blancs et nuls | 688          | 1,55         | 670         | 1,4         |  |
| Exprimés       | Exprimés                    | Exprimés       | 43 842       | 98,45        | 47 311      | 98,6        |  |